# World Series of Darts
Die World Series of Darts ist eine Serie von Einladungsturnieren der Professional Darts Corporation (PDC). Sie wurde 2013 zum ersten Mal ausgetragen und bestand damals aus zwei Events. Die World Series of Darts 2025 setzt sich aus acht Turnieren zusammen (7 + Finals).

## Format
Im Laufe des Jahres werden verschiedene Turniere dieser Serie in Spielorten auf der ganzen Welt verstreut ausgetragen, zudem das Finale am Ende der Saison in Europa, welches ein PDC-Majorturnier ist.
An den Turnieren nehmen 16, bei den Finals 32 (bis 2023: 24) Spieler teil. Das Teilnehmerfeld setzt sich aus acht Wildcard-Spielern (darunter üblicherweise die 5 bestplatzierten Spieler des PDC World Rankings) und acht lokalen Qualifikanten bzw. Wildcard-Spielern zusammen.
Die Ergebnisse der einzelnen Turniere bilden eine eigene Rangliste. Die Besten dieser Rangliste qualifizieren sich für die World Series of Darts Finals am Ende des Jahres. Außerdem werden bei jedem Turnier von den acht gesetzten Spielern zwei Lostöpfe mit den aktuellen Plätzen 1–4 und 5–8 gebildet, durch die verhindert werden soll, dass die Ranghöchsten direkt im ersten Duell aufeinandertreffen.
Die Rangliste wird nach folgendem Punktesystem erstellt:
| Position          | Punkte    |
| ----------------- | --------- |
| Gewinner          | 12 Punkte |
| Finalist          | 8 Punkte  |
| Halbfinalisten    | 5 Punkte  |
| Viertelfinalisten | 3 Punkte  |
| 1. Runde          | 1 Punkt   |

Die Turniere werden im K.-o.-System gespielt. Spielmodus bei allen Turnieren ist ein best of legs. Die Distanz der best of legs ist von Turnier zu Turnier unterschiedlich.

## Turniere

### Aktuelle Turniere
- Bahrain Darts Masters (seit 2023)
- Dutch Darts Masters (2022; seit 2024)
- Nordic Darts Masters (seit 2021)
- US Darts Masters (2017–2019; seit 2022)
- Poland Darts Masters (seit 2023)
- Australian Darts Masters (seit 2024)
- New Zealand Darts Masters (2019; seit 2022)

### Ehemalige Turniere
- Dubai Darts Masters (2013–2017)
- Sydney Darts Masters (2013–2016)
- Singapore Darts Masters (2014)
- Perth Darts Masters (2014–2017)
- Tokyo Darts Masters (2015–2016)
- Auckland Darts Masters (2015–2018)
- Shanghai Darts Masters (2016–2018)
- Melbourne Darts Masters (2017–2019)
- German Darts Masters (2017–2019)
- Brisbane Darts Masters (2018–2019)
- Queensland Darts Masters (2022)
- New South Wales Darts Masters (2022–2023)

## Preisgeld
Bei jedem Turnier werden insgesamt £ 100.000 an Preisgeld ausgeschüttet. Das Preisgeld verteilt sich unter den Teilnehmern wie folgt:
| Position (Anzahl der Spieler) | Position (Anzahl der Spieler) | Preisgeld |
| ----------------------------- | ----------------------------- | --------- |
| Gewinner                      | (1)                           | £ 30.000  |
| Finalist                      | (1)                           | £ 16.000  |
| Halbfinalisten                | (2)                           | £ 10.000  |
| Viertelfinalisten             | (4)                           | £ 5.000   |
| Achtelfinalisten              | (8)                           | £ 1.750   |
|                               |                               |           |
|                               |                               | £ 100.000 |

Da es sich um Einladungsturniere handelt, werden die erspielten Preisgelder bei der Berechnung der PDC World Rankings nicht berücksichtigt.

## Teilnehmer
Für die World Series of Darts sind acht Spieler automatisch qualifiziert.
- die vier erstplatzierten Spieler des PDC World Rankings – Stand: nach der Weltmeisterschaft
- vier Wildcard-Teilnehmer
  - zusätzlich bis zu acht lokale Teilnehmer

## Liste der World Series of Darts-Saisons
| Jahr | Anzahl | Spieler mit den meisten Siegen                                                                                |
| ---- | ------ | --- |
| 2013 | 2      | Phil Taylor, Michael van Gerwen (je 1)                                                                        |
| 2014 | 4      | Phil Taylor, Michael van Gerwen (je 2)                                                                        |
| 2015 | 6      | Phil Taylor (3)                                                                                               |
| 2016 | 7      | Gary Anderson, Michael van Gerwen (je 3)                                                                      |
| 2017 | 8      | Michael van Gerwen (3)                                                                                        |
| 2018 | 7      | Mensur Suljović, Gary Anderson, Michael Smith, Michael van Gerwen, Peter Wright, Rob Cross, James Wade (je 1) |
| 2019 | 6      | Michael van Gerwen (3)                                                                                        |
| 2020 | 1      | Gerwyn Price (1)                                                                                              |
| 2021 | 2      | Michael van Gerwen, Jonny Clayton (je 1)                                                                      |
| 2022 | 7      | Dimitri Van den Bergh, Gerwyn Price (je 2)                                                                    |
| 2023 | 7      | Michael van Gerwen (3)                                                                                        |
| 2024 | 8      | Luke Littler (3)                                                                                              |
| 2025 | 8      | Stephen Bunting, Luke Littler (je 2)                                                                          |

## Erfolgreichste Teilnehmer
- Stand: nach den New Zealand Darts Masters 2025

| Spieler               | Siege | Finals |
| --------------------- | ----- | ------ |
| Michael van Gerwen    | 21    | 30     |
| Phil Taylor           | 8     | 10     |
| Gerwyn Price          | 6     | 11     |
| Gary Anderson         | 6     | 8      |
| Rob Cross             | 5     | 12     |
| Luke Littler          | 5     | 7      |
| Peter Wright          | 4     | 9      |
| Michael Smith         | 3     | 7      |
| Dimitri Van den Bergh | 2     | 5      |
| Stephen Bunting       | 2     | 4      |
| Jonny Clayton         | 2     | 3      |
| Luke Humphries        | 2     | 3      |
| Nathan Aspinall       | 1     | 4      |
| James Wade            | 1     | 4      |
| Adrian Lewis          | 1     | 3      |
| Damon Heta            | 1     | 3      |
| Kyle Anderson         | 1     | 1      |
| Mensur Suljović       | 1     | 1      |

## Neundarter
Bisher (Stand: 2025) wurden drei Neundarter bei World Series of Darts-Events geworfen:
| Turnier                           | Runde         | Spieler            | Endergebnis | Gegner          |
| --------------------------------- | ------------- | ------------------ | ----------- | --------------- |
| Sydney Darts Masters 2015         | Halbfinale    | Phil Taylor        | 10 : 7      | Peter Wright    |
| World Series of Darts Finals 2023 | Halbfinale    | Michael van Gerwen | 11 : 10     | Luke Humphries  |
| Bahrain Darts Masters 2024        | Viertelfinale | Luke Littler       | 6 : 3       | Nathan Aspinall |

## Übertragung
Im deutschsprachigen Raum werden die Veranstaltungen nicht im TV ausgestrahlt, sie sind aber bei den Streaming-Diensten DAZN und teilweise bei Pluto TV zu sehen.
International werden alle Spiele durch die PDC auf pdc.tv übertragen.